# Сулістрова
Сулістрова (пол. Sulistrowa) — село в Польщі, у гміні Хоркувка Кросненського повіту Підкарпатського воєводства.
Населення — 380 осіб (2011).
У 1975-1998 роках село належало до Кросненського воєводства.

## Демографія
Демографічна структура станом на 31 березня 2011 року:
|          | Загалом | Допрацездатний вік | Працездатний вік | Постпрацездатний вік |
| -------- | ------- | ------------------ | ---------------- | -------------------- |
| Чоловіки | 188     | 45                 | 124              | 19                   |
| Жінки    | 192     | 54                 | 99               | 39                   |
| Разом    | 380     | 99                 | 223              | 58                   |